# Велика четвірка (Перша світова війна)

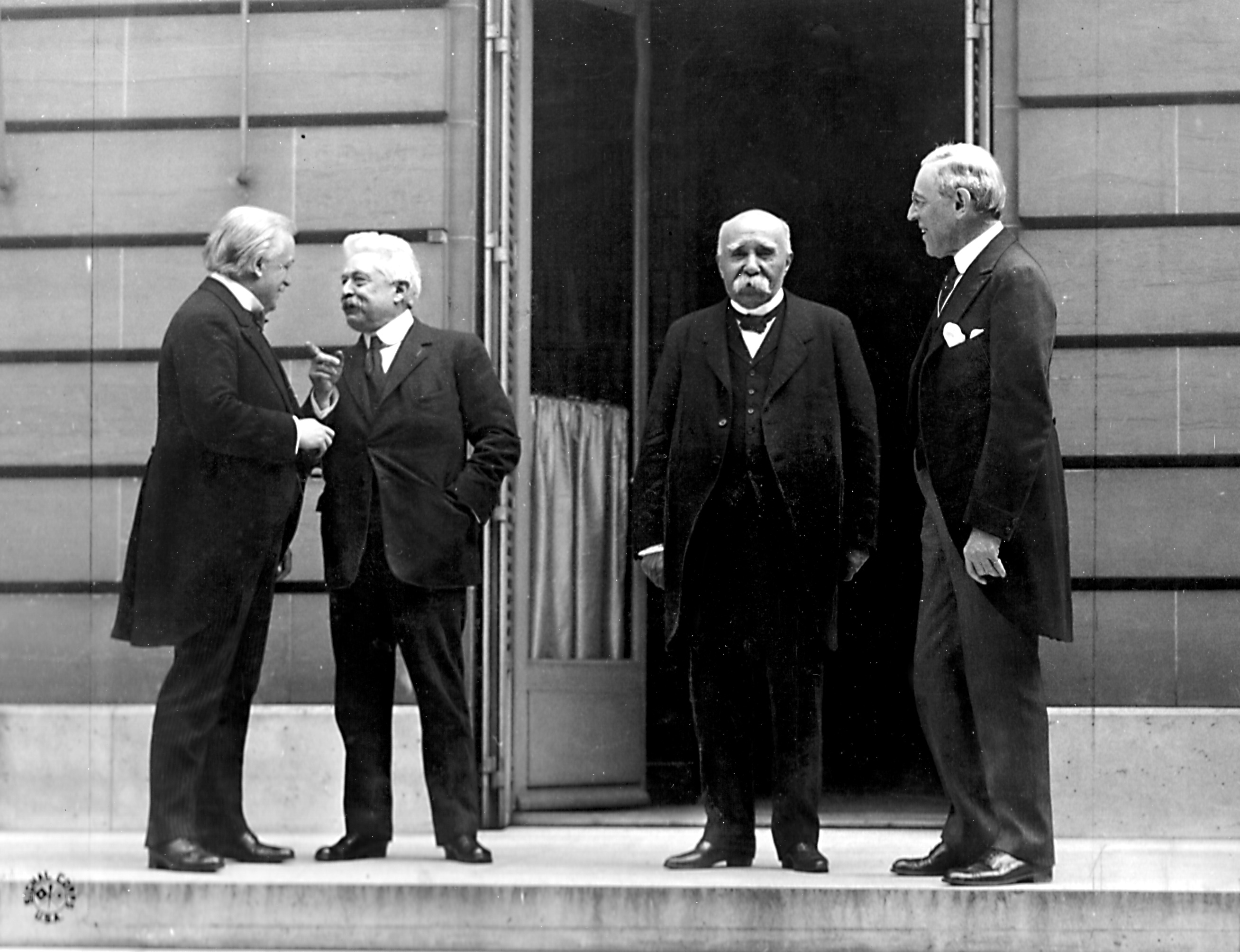
Рада чотирьох (зліва направо): Девід Ллойд Джордж, Вітторіо Емануеле Орландо, Жорж Клемансо і Томас Вудро Вілсон у Версалі.

Велика четвірка («Рада чотирьох») — лідери провідних країн — союзників, які зустрілися в січні 1919 року після закінчення Першої світової війни на Паризькій мирній конференції. До неї входили Вудро Вільсон (США), Девід Ллойд Джордж (Сполучене королівство), Вітторіо Орландо (Італія) і Жорж Клемансо (Франція).
Створена була за пропозицією Вільсона для обговорення основних питань у вузькому колі до того, як вони обговорювалися на конференції, в якій взяли участь понад 20 союзних країн. Ці глави держав були провідними архітекторами Версальського договору, підписаного Німеччиною; Сен-Жерменського договору з Австрією; Неїського договору з Болгарією; Тріанонського договору з Угорщиною, Конференції в Сан-Ремо (1920), Севрського договору з Османською імперією і наступних.